# Martin Peuppus

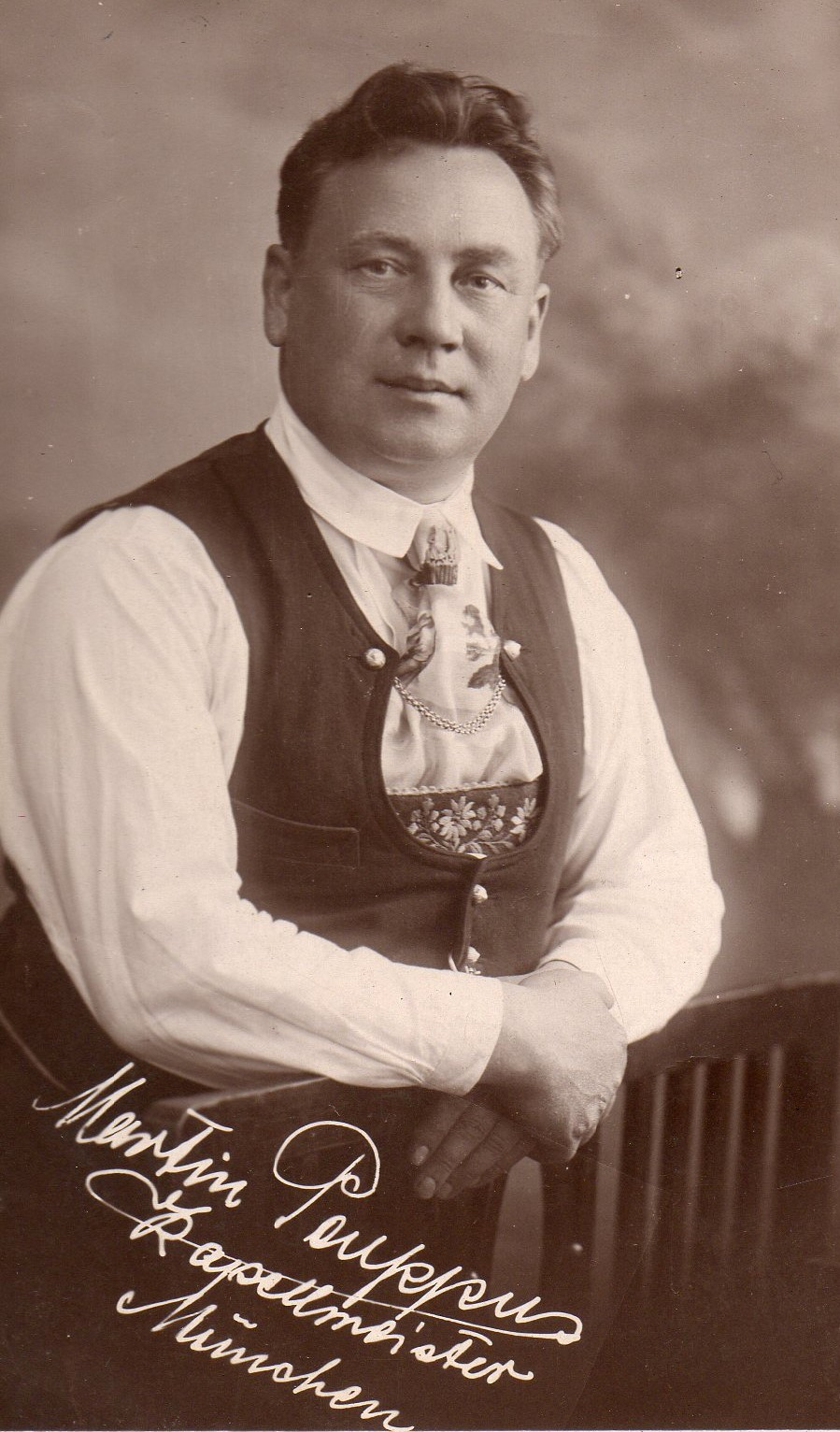
Martin Peuppus (1920)

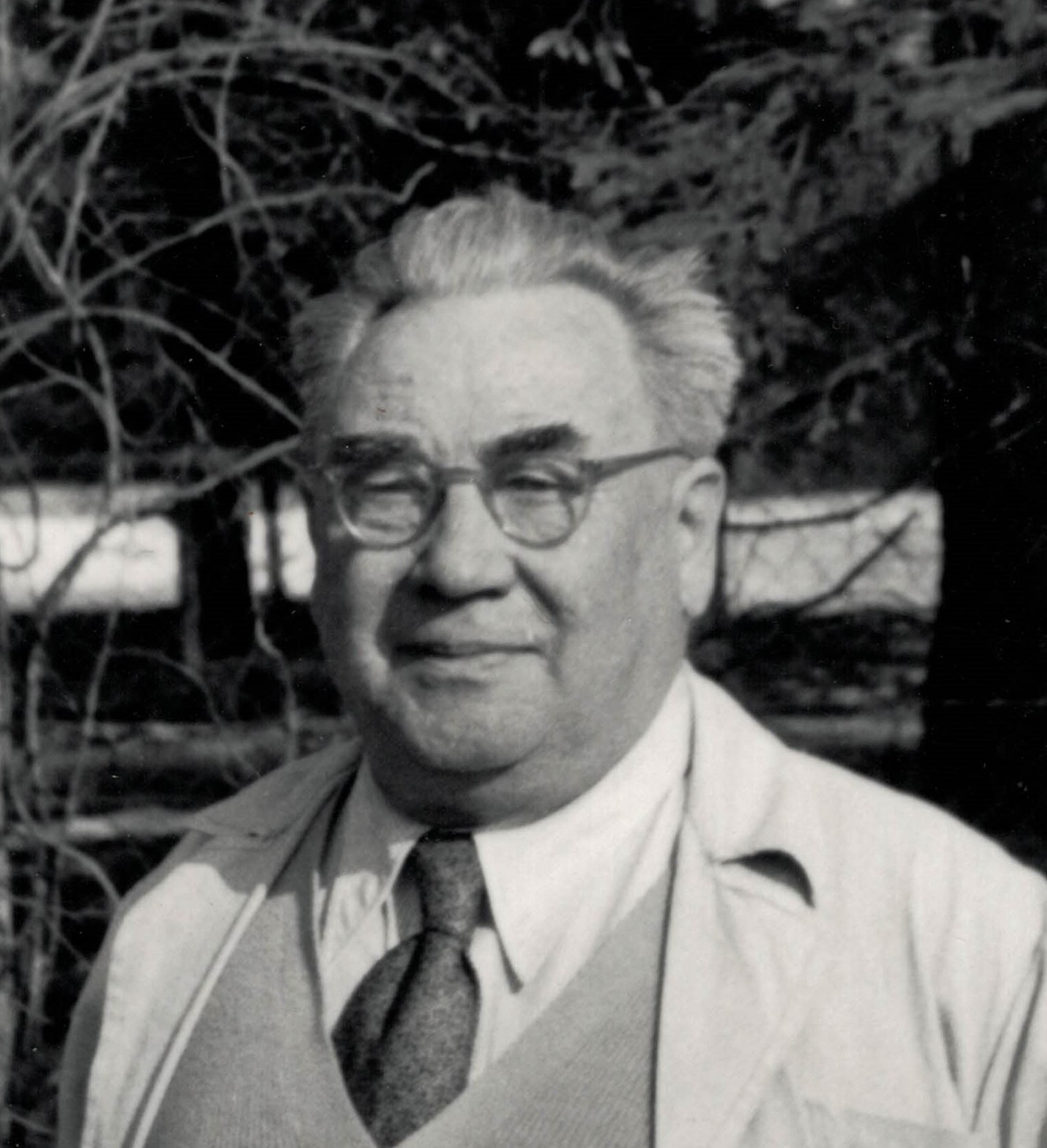
Martin Peuppus (1964)

Martin Peuppus (* 25. Dezember 1882 in München; † 3. November 1965 ebenda) war ein bayerischer Kapellmeister.
Als Schüler trat er 1887 bei den Regensburger Domspatzen ein. Nach abgeschlossenem Musikstudium wurde er Musiklehrer am Wittelsbacher-Gymnasium München. Nach dem Tod seines Vaters Jakob Peuppus übernahm er die Leitung der Kapelle Peuppus. Er arbeitete u. a. auch in den Vereinigten Staaten von Amerika, wo er eine Vielzahl von Schallplatten aufnahm.
Die Kapelle Peuppus wurde für die Zeit vom 1. Juni bis 1. Dezember 1926 zum Dienst in der Weltausstellung in Philadelphia für die Abteilung „Nürnberger Hauptmarkt“ verpflichtet und konzertierte in einer 10.000 Personen fassenden Riesenhalle. 25 Jahre zuvor wurde sein Vater Jakob Peuppus zur Weltausstellung in Buffalo engagiert. Gleichzeitig fuhr ein Personal von über 70 Personen wie Kellnerinnen, Köche, Metzger usw. mit in die Vereinigten Staaten.

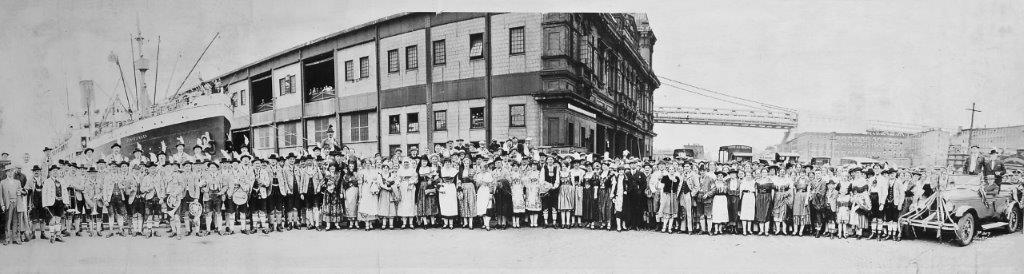
Abreise 1926 von Bremerhaven nach Philadelphia

Einige Spielorte der Kapelle Peuppus
- 1921 bis 1929 auf dem Oktoberfest in der Augustiner-Festhalle

„Zusammengestellt durch Martin Peuppus und den Musikverein Ferdinand Zierfuß intonierte die Kapelle einen neuen Wiesn-Hit. Die Folge war: Kein Gast blieb ruhig auf den Bänken sitzen, man bestieg die Bänke und Tische, zog in Polonaise durch das Zelt und tanzte in den Gängen.“

- 1. Juni 1922 – Streichmusik-Konzert im Festsaal des Hofbräuhauses, u. a. wurden folgende Lieder gespielt: Vorspiel zu Offenbachs „Orpheus in der Unterwelt“, Einzug der Gäste in die Wartburg aus „Tannhäuser“
- 1926 Weltausstellung von Juni bis Dezember in Philadelphia
- 1929 Abschiedskonzert auf dem Oktoberfest in der Augustiner-Festhalle

„Großer Jubel herrschte im dichtest besetzten ‚Oberbayern‘... Martin Peuppus, der ewige Lächler und flotte
Kapellmeister, der Amerikafahrer verabschiedet sich diesmal für längere Zeit. Es war wieder ein echter Peuppus Abend.
Als dann  ‚Muß i denn zum....‘ gespielt wurde, da … es war eine richtig gehende Abschiedsstimmung!“

Tonaufzeichnungen unter der Leitung von Martin Peuppus wurden bei der Firma Victor aufgenommen.